# نستوری تویوونن
نستوری تویوونن (فنلاندی: Nestori Toivonen; ۲۵ مارس ۱۸۶۵ – ۶ آوریل ۱۹۲۷) تیرانداز اهل فنلاند بود.
وی در مسابقات کشوری و بین‌المللی در مجموع برندهٔ ۱ مدال نقره، ۳ مدال برنز شده‌است.